# Tove Søby
Tove Goltermann Søby (* 23. Januar 1933 in Kopenhagen als Tove Nielsen) ist eine ehemalige dänische Kanutin.

## Karriere
Tove Søby sicherte sich ihre erste internationale Medaille mit dem Gewinn der Bronzemedaille bei den  Weltmeisterschaften 1954 in Mâcon, als sie den dritten Platz im Einer-Kajak über 500 Meter belegte. Zwei Jahre darauf startete sie in dieser Disziplin auch bei den Olympischen Spielen 1956 in Melbourne. Ihren Vorlauf gewann sie in 2:23,7 Minuten und qualifizierte sich damit für den Finallauf. In diesem war sie zwar mit 2:22,3 Minuten nochmals schneller, musste sich jedoch Jelisaweta Dementjewa und Therese Zenz geschlagen geben und erhielt als Drittplatzierte eine weitere Bronzemedaille.